# Стала Глейшера — Кінкеліна
У математиці стала Глейшера — Кінкеліна (або стала Глейшера), зазвичай позначається як {\displaystyle A}, — математична стала, що пов'язана з K-функцією та G-функцією Барнса. Стала виникає у багатьох сумах та інтегралах, особливо в тих, де присутні гамма-функції та дзета-функції. Названа на честь математиків Джеймса Уітбреда Лі Глейшера та Германа Кінкеліна.
Її наближене значення дорівнює
{\displaystyle A=1{,}28242712910062263687\dots \quad } (послідовність A074962 з Онлайн енциклопедії послідовностей цілих чисел, OEIS).
Стала Глейшера — Кінкеліна може бути визначена як границя
{\displaystyle A=\lim _{n\to \infty }{\frac {H(n)}{n^{{\frac {n^{2}}{2}}+{\frac {n}{2}}+{\frac {1}{12}}}{\rm {e}}^{-{\frac {n^{2}}{4}}}}}},
де {\displaystyle H(n)=\prod \limits _{k=1}^{n}k^{k}} — гіперфакторіал. Ця формула показує зв'язок між {\displaystyle A} та {\displaystyle \pi }, який, можливо, найкраще ілюструє формула Стірлінга
{\displaystyle {\sqrt {2\pi }}=\lim _{n\to \infty }{\frac {n!}{n^{n+{\frac {1}{2}}}{\rm {e}}^{-n}}}},
яка показує, що {\displaystyle \pi } — границя відповідної послідовності факторіалів, а {\displaystyle A}, своєю чергою — границя відповідної послідовності гіперфакторіалів.
Еквівалентним є означення сталої {\displaystyle A} через G-функцію Барнса:
({\displaystyle G(n)=\prod \limits _{k=1}^{n-2}k!={\dfrac {[\Gamma (n)]^{n-1}}{K(n)}}},
де {\displaystyle \Gamma (n)} — гамма-функція, {\displaystyle K(n)} — K-функція)
{\displaystyle A=\lim _{n\to \infty }{\frac {(2\pi )^{\frac {n}{2}}n^{{\frac {n^{2}}{2}}-{\frac {1}{12}}}{\rm {e}}^{-{\frac {3n^{2}}{4}}+{\frac {1}{12}}}}{G(n+1)}}}.
Стала Глейшера — Кінкеліна також з'являється при обчисленні похідних дзета-функції Рімана, наприклад,
{\displaystyle {\begin{aligned}&\zeta '(-1)={\frac {1}{12}}-\ln A,\\&\sum _{k=2}^{\infty }{\frac {\ln k}{k^{2}}}=-\zeta '(2)={\frac {\pi ^{2}}{6}}(12\ln A-\gamma -\ln 2\pi ),\end{aligned}}}
де {\displaystyle \gamma } — стала Ейлера — Маскероні.
Наступна рівність була виведена Глейшером:
{\displaystyle \prod _{k=1}^{\infty }k^{\frac {1}{k^{2}}}=\left({\frac {A^{12}}{2\pi {\rm {e}}^{\gamma }}}\right)^{\frac {\pi ^{2}}{6}}}.
Альтернативною є формула, визначена для простих чисел.
{\displaystyle \prod _{k=1}^{\infty }p_{k}^{\frac {1}{p_{k}^{2}-1}}={\frac {A^{12}}{2\pi {\rm {e}}^{\gamma }}}}
де {\displaystyle p_{k}} — {\displaystyle k}-те просте число.
Наведемо приклади визначених інтегралів, де зустрічається стала {\displaystyle A},
{\displaystyle {\begin{aligned}\int _{0}^{\frac {1}{2}}\ln \Gamma (x)\,{\rm {d}}x={\frac {3}{2}}\ln A+{\frac {5}{24}}\ln 2+{\frac {1}{4}}\ln \pi ,\\\int _{0}^{\infty }{\frac {x\ln x}{{\rm {e}}^{2\pi x}-1}}\,{\rm {d}}x={\frac {1}{2}}\zeta '(-1)={\frac {1}{24}}-{\frac {1}{2}}\ln A.\end{aligned}}}
Стала {\displaystyle A} може бути представлена у вигляді суми, яка випливає з представлення дзета-функції Рімана, отриманого Гельмутом Гассе:
{\displaystyle \ln A={\frac {1}{8}}-{\frac {1}{2}}\sum _{n=0}^{\infty }{\frac {1}{n+1}}\sum _{k=0}^{n}(-1)^{k}C_{n}^{k}(k+1)^{2}\ln(k+1).}